# Siège de Naples (536)
Pour les articles homonymes, voir Siège de Naples.
Guerre des Goths (535-553)
Batailles
- Palerme (535)
- Naples (536)
- Rome (537-538)
- Vérone (541)
- Faventia (542)
- Mucellium (542)
- Naples (542-543)
- Rome (546)
- Rome (549-550)
- Sena Gallica (551)
- Taginae (552)
- Vésuve (552)
- Volturno (554)

Le siège de Naples est un siège de la ville de Naples par l'armée de l'Empire byzantin dirigée par Bélisaire en octobre/novembre 536 durant la guerre des Goths. Cette bataille intervient dans la première phase de ce conflit marquée par la progression rapide des Byzantins, notamment de Bélisaire qui, après avoir pris la Sicile, se dirige vers Rome. Naples est la seule ville de l'Italie du sud à opposer une réelle résistance aux Byzantins. En dépit de la solidité de ses murailles, Bélisaire parvient à s'en emparer en une vingtaine de jours par la ruse. Cette conquête lui ouvre la route de Rome tandis que les Ostrogoths réagissent en renversant leur roi Théodat, incapable de réagir, et en le remplaçant par Vitigès.

## Prélude
En 535, Justinien déclenche la guerre des Goths en envahissant le royaume ostrogoth qui occupe l'Italie depuis la fin du Ve siècle. À l'image de la guerre des Vandales qui lui a permis de rétablir la domination romaine sur l'Afrique du Nord, il souhaite ramener l'Italie, centre historique de la puissance romaine, dans le giron impérial. Pour cela, il mobilise Bélisaire, son meilleur général, tout juste sorti de sa campagne victorieuse contre les Vandales, tandis qu'une autre armée byzantine envahit l'Italie depuis le nord. Bélisaire débarque dans un premier temps en Sicile qu'il occupe sans difficultés particulières. Toutefois, il doit revenir précipitamment en Afrique pour mater la mutinerie de Stotzas contre le gouverneur Solomon. Dès avril 536, il revient en Italie et franchit le détroit de Messine pour entamer la conquête de la péninsule depuis le sud. Rapidement, sa progression s'apparente à une marche triomphale et les populations l'accueille, lui et son armée de 10 000 hommes, à bras ouverts. La force ostrogothe locale, commandée par Ebrimud, le propre gendre du roi ostrogoth Théodat, se rend sans combattre. Cependant, arrivé devant Naples, Bélisaire est confronté à une véritable résistance organisée. La ville est défendue par de solides murailles derrière lesquelles les Goths se sont retranchés. Étienne, l'émissaire envoyé par la population pour négocier, tente de dissuader Bélisaire de tout assaut, lui rappelant la détermination des Goths à résister car leurs familles sont détenues en otage par Théodat. Bélisaire lui demande de convaincre la population de lui ouvrir les portes de la cité, en insistant sur le soin qu'il apporte à ce que la population civile ne souffre pas d'une éventuelle prise de la ville. Les habitants sont partagés sur la marche à suivre. Certains sont prêts à accueillir les Byzantins mais Pasteur et Asclépiodotos, deux membres importants de la curie (l'administration municipale) préfèrent ne pas remettre en question la présence des Goths. Ils mettent des conditions très strictes à toute reddition que Bélisaire accepte néanmoins. Finalement, ils parviennent à convaincre les habitants de ne pas ouvrir les portes en les mettant en garde contre le risque de représailles des Ostrogoths si jamais ils venaient à repousser les Byzantins hors de la péninsule. Dès lors, Bélisaire est contraint de prendre la ville par la force.

## Siège
Le siège de la ville est marqué par sa brièveté alors même que les Ostrogoths disposent de solides atouts défensifs et que l'armée de Bélisaire est relativement réduite en nombre (une dizaine de milliers d'hommes). Dans un premier temps, Bélisaire tente de prendre la ville par la force, ce qui solde par un échec et des pertes importantes. Par la suite, il essaie différentes méthodes pour réduire la résistance de la cité. Il coupe l'aqueduc d'approvisionnement en eau mais les Napolitains disposent de suffisamment de puits à l'intérieur des murailles pour ne pas souffrir de la soif. En revanche, ils ne peuvent compter sur des renforts car Théodat reste passif face à la progression byzantine. Si la coupure de l'aqueduc ne permet pas de pousser les assiégés à la reddition, un soldat isaurien de l'armée de Bélisaire découvre la possibilité de pénétrer dans la ville en suivant le conduit. Le passage est très étroit et doit être élargi pour permettre à des soldats de le franchir. Bélisaire tente une dernière fois d'obtenir une reddition pacifique de la ville en faisant étalage de ses moyens militaires à Étienne et en le prévenant du risque de massacres en cas de prise de la ville par la force. Là encore, c'est un échec et les habitants restent fidèles aux Ostrogoths. Il se résout à faire pénétrer dans la ville quatre cents hommes, dirigés par Magnus et Ennès, le chef des Isauriens. Leur entrée discrète n'est pas repérée et ils peuvent prendre les murailles où le reste de l'armée byzantine les attend en contrebas. La ville est prise dans la foulée tandis que des dérapages sont commis par les soldats de Bélisaire à l'encontre de la population civile, malgré les reproches du général byzantin à l'encontre de ses hommes. Huit cents ostrogoths sont capturés, Pasteur meurt d'une crise d'apoplexie et Asclépiodotos est lynché par la population. 

## Conséquence
La prise de Naples est une étape importante dans le cadre de la conquête de l'Italie par Bélisaire. C'est la première cité continentale à s'être opposée à la progression du général byzantin et elle est tombée en une vingtaine de jours seulement, démontrant les talents militaires de Bélisaire autant que l'incapacité de Théodat à réagir face à la menace byzantine. En outre, les Byzantins peuvent désormais se diriger vers Rome où l'armée ostrogothe, doutant de plus en plus des compétences mais aussi de la loyauté de Théodat, décident de faire de Vitigès leur nouveau roi. Ce coup d'État marque la fin de la prestigieuse dynastie des Amales, dont est issu Théodoric le Grand et qui a gouverné les Ostrogoths depuis plusieurs décennies.